# Thomas Herbert de La Portbarré
Thomas Herbert, seigneur de La Port-barré (1694-1777), est un écuyer, capitaine de la Compagnies des Indes, chevalier de Saint-Louis, archer-garde] en la Connétablie et maréchaussée de France. Il est issu de la famille Herbert de La Portbarré.
Thomas Herbert de La Portbarré était le second de Bertrand-François Mahé de La Bourdonnais lors de la prise de Madras en 1746 . Bien que conforté par Dupleix mais par loyauté envers La Bourdonnais, il refusa de lui prendre sa place.
Il se maria avec Marie Claire Heurtault de Bricourt, petite-fille de Jean Heurtault de Bricourt, dont  Marie-Aimée Herbert de La Portbarré, dame de la Garète, en Plouër, mariée en 1781 à Pierre-Henry Brignon de Léhen, dont postérité, et  Nicolas Marie Thomas Herbert de La Portbarré (1756-1800), marié en 1783 avec Françoise Charlotte Pierrès de La Vieuville.

## Biographie

### Enfance
Il est le neuvième enfant de Jean Herbert, sieur de La Portbarré et de Perrine Thérèse Piednoir. Baptisé très probablement le jour même de sa naissance, il a pour parrain Thomas Miniac, Sieur de la Villeneuve et pour marraine Jeanne Eon, Dame de La Valette. Thomas Miniac, Sieur de La Villeneuve est un cousin germain de son grand père Bertrand Herbert de Catenabatz. En fait, il n’y a que sept ans de différence d’âge entre son père, Jean, et Thomas Miniac de La Villeneuve. Sa marraine, Jeanne Eon, est l’épouse de René Bordeaux, Sieur de La Valette, un de ses oncles maternel,

### Mariage
- Si vous ne connaissez pas le sujet, laissez ce bandeau (vous pouvez alors contacter les auteurs).
- Si vous supprimez le contenu mis en cause (vous pouvez préalablement contacter les auteurs),

argumentez précisément cette suppression dans la page de discussion
(un manque de référence n'est pas un argument ; une recherche réelle de référence doit avoir été effectuée, être formellement documentée).
Jean Herbert de La Portbarré et Perrine Piednoir se sont mariés à Saint-Malo en 1683. Jean, né le 11 novembre 1654, est le fils de Bertrand, Sieur de Catenabatz et de Jeanne Trémaudan, Dame de La Haize et de La Portbarré. Perrine, née le 16 avril 1664, est la fille de Sébastien Piednoir, Sieur du Tertre et de Josseline Charnacé. Presque chaque année verra la naissance d’un enfant : 1684 Bertrand, 1685 Victoire Marie, 1686 Jean Baptiste, 1687 Pierre Charles, 1689 Alain, 1691 Jeanne Aimée, 1692 Michel, et 1693 Olive Thérèse. Neuf autres enfants viendront encore au monde. Parmi les aînés de ses frères et sœurs, seuls Bertrand et Pierre Charles atteindront l'âge adulte. Deux frères, au caractère trempé, qui compteront beaucoup dans la jeunesse de Thomas.,
Le ménage formé par Jean et Perrine est tout à fait représentatif des unions des familles marchandes malouines du XVIIe siècle : une femme épousée très jeune, Perrine avait 19 ans, et un mari d’un âge plus important, Jean avait 29 ans. Cette jeunesse des épouses permettait de multiplier le nombre de maternité et donc d’assurer la probabilité que plusieurs fils puissent parvenir à l’âge adulte. Une famille nombreuse était aussi considérée comme un signe extérieur de réussite et de protection divine. Perrine mettra au monde 18 enfants. Son premier enfant naquit alors qu’elle avait tout juste 20 ans et le dernier naîtra à l’aube de ses 44 ans.
Les chefs de famille qui se mariaient vers trente ans, étaient considérés comme les rescapés d’un processus de sélection. Ils avaient franchi l’étape la plus périlleuse de leur existence adulte, celle de la navigation et des voyages à l’étranger, sources d’une mortalité spécifique des jeunes malouins entre 18 et 30 ans, provoquée par les naufrages et les combats, la maladie ou les épidémies : scorbut, fièvres et peste.
Les parents de Thomas vivaient rue de l’Orme, dans Saint-Malo. Ils habitaient certainement une maison comme toutes les familles bourgeoises de la ville, ville où s’entassaient à cette date plus de 20 000 personnes. Saint Malo était alors dans les vingt premières villes de France. La rue de l’Orme était dans le quartier de la Grande Rue et de la Grande Porte, concentrant avec le quartier Saint Thomas près du Château et de la porte du même nom la grande majorité de la bourgeoisie marchande.